# Okres Delvina
Okres Delvina nebo také okres Delvinë (albánsky Rrethi i Delvinës) je jedním z 36 albánských okresů. Má okolo 11 000 obyvatel (odhad z roku 2004), významně zastoupena je řecká menšina. Rozloha okresu je 367 km². Nachází se na jihu země a administrativním centrem je město Delvina. Dalšími obcemi jsou Finiq, Mesopotam a Vergo.